# Acacia dawsonii
Acacia dawsonii är en ärtväxtart som beskrevs av Richard Thomas Baker. Acacia dawsonii ingår i släktet akacior, och familjen ärtväxter. Inga underarter finns listade i Catalogue of Life.